# Guadasequies
Guadasequies è un comune spagnolo di 380 abitanti situato nella comunità autonoma Valenciana.